# David Desrosiers
 (décembre 2017).
Pour les articles homonymes, voir Desrosiers.
David Desrosiers né le 29 août 1980 à Sept-Îles, est un musicien, bassiste du groupe canadien Simple Plan jusqu’en juillet 2020.

## Biographie
Fils d'un couple divorcé, il a grandi avec sa sœur ainée Julie à Matane. David parle le français et l’anglais. Pendant son adolescence, il travaille dans un restaurant de la chaîne de restauration rapide McDonald's. Régulièrement, il part sur le pouce à Montréal ou à Québec pour aller voir ses groupes favoris en concert. Green Day, groupe duquel David tire beaucoup d'inspiration, est l'un d'eux. Après la fin de son secondaire, il part pour Los Angeles dans le but de percer dans le monde de la musique, là où il restera pendant 1 an. Malheureusement la chance n'étant pas de son côté, il revient au pays et il rejoint le groupe Reset, pour qui il deviendra chanteur et bassiste pendant quelques mois. Il remplace Pierre Bouvier qui a quitté le groupe pour retourner aux études. Plus tard Pierre Bouvier se joindra au groupe de Chuck Comeau qui s'appellera désormais Simple Plan.
Au sein de Reset, en plus de la guitare basse, David chante. Après quelque temps, les gars de Simple Plan (Chuck Comeau, Pierre Bouvier, Jeff Stinco et Sébastien Lefebvre) aperçoivent David dans un spectacle de Reset. Ils lui demandent de se joindre à Simple Plan. David accepte après quelques instants de réflexion. Dans Simple Plan, David joue de la guitare basse et chante les chœurs arrières avec Sébastien Lefebvre.
David joue également de l'harmonica, de la guitare, de la batterie et comme mentionné plus haut, il peut aussi chanter. Il remplace parfois Chuck Comeau pendant les spectacles, le batteur du groupe ou échange sa basse avec le guitariste Sébastien Lefebvre. Il joue aussi au piano. 
Il vit actuellement dans un appartement sur l'île de Montréal.
Il joue principalement sur des Fender Precision Bass.
Dans le livre Le journal d'Aurélie Laflamme, la meilleure amie d'Aurélie, Kat est fan de lui.
Dans la foulée d'un vaste mouvement de dénonciations sur les réseaux sociaux en juillet 2020, lié à des comportements répréhensibles envers les femmes, David Desrosiers décide de quitter Simple Plan et entame une thérapie. 